# Mirella D'Angelo
Pour les articles homonymes, voir D'Angelo.

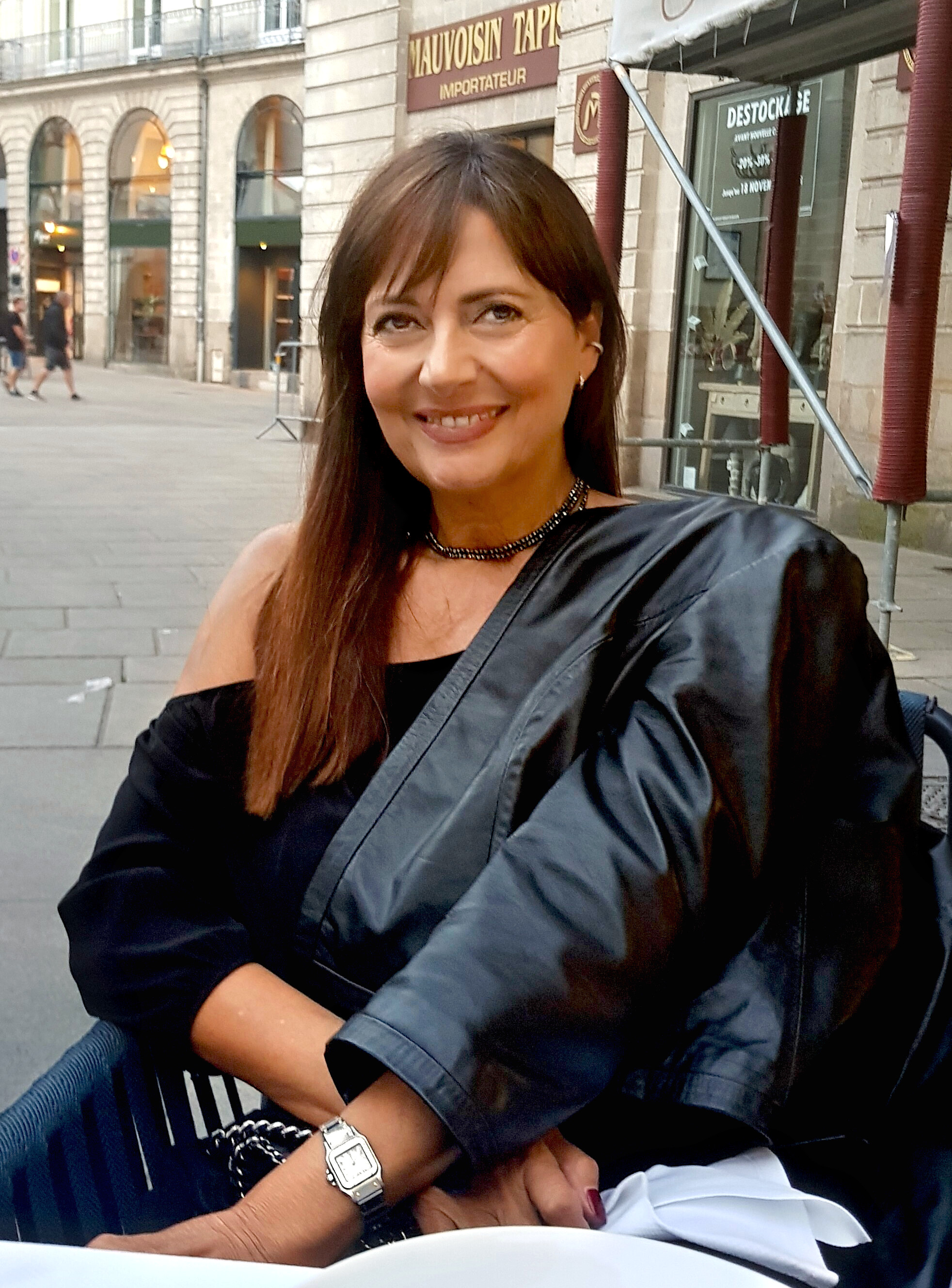
Mirella D'Angelo en 2023

Mirella D'Angelo, née le 16 août 1956 à  Rome (Italie), est une actrice italienne.

## Biographie
Après des débuts dans le mannequinat qui l'ont amenée très tôt à vivre à Paris et à Londres, la jeune actrice fait ses débuts en 76 avec Opération jaguar, un thriller italien qui lui donne l'occasion de donner la réplique à Maurizio Merli. La même année elle participe à Caligula, une production anglo-italienne qui ne tarde pas à défrayer la chronique tant pour son tournage tumultueux que par son contenu jugé audacieux (le film, sorti au terme d'un imbroglio juridique de plus de trois ans, se verra lourdement censuré, voire totalement interdit dans certains pays). En 80 Fellini la réclame pour La cité des femmes où elle croise Marcello Mastroianni. Les années suivantes elle est au générique de plusieurs comédies françaises. L'occasion pour elle de jouer auprès de Jean-Paul Belmondo ou encore de Richard Berry. En 82 elle fait ses premiers pas dans le Giallo en tournant dans Ténèbres de Dario Argento. Sa mort sous le rasoir d'un maniaque, très exploitée par le matériel publicitaire, deviendra une des scènes les plus emblématiques, et sanglantes, du genre. En 83 elle retrouve l'antiquité avec Hercule de Luigi Cozzi, dans cette fantaisie mythologique elle incarne Circé auprès de l'imposant Lou Ferrigno. En 88 elle côtoie Colin Firth dans Apartment Zero, un thriller d'atmosphère se réclamant de Polanski. On la voit également dans Maya un film fantastique très représentatif des années 90's. Outre quelques participations dans des video clips, Mirella D'Angelo, qui est passée par l'Actor's Studio, s'est également essayée au théâtre. Elle fut à l'affiche de Look back in anger, de John Osborne, et de Romantic comedy de Giorgio Albertazzi.

## Filmographie
- 1975 : Terminal de Paolo Breccia
- 1976 : Opération Jaguar (Italia a mano armata) de Marino Girolami - Luisa
- 1977 : La tigre è ancora viva: Sandokan alla riscossa! de Sergio Sollima - Surama
- 1978 : Porca società de Luigi Russo - Michela
- 1979 : Caligula de Tinto Brass - Livia
- 1980 : La Cité des femmes (La città delle donne) de Federico Fellini
- 1980 : C'est dingue, mais on y va... ! de Michel Gérard - Angela
- 1980 : Le Guignolo de Georges Lautner - Sophie/Pamela
- 1981 : Putain d'histoire d'amour de Gilles Béhat - Eva
- 1982 : Ténèbres (Tenebre) de Dario Argento - Tilde
- 1983 : Hercules de Luigi Cozzi - Circe
- 1983 : Il cavaliere, la morte e il diavolo de Beppe Cino - Laura
- 1988 : Apartment Zero de Martin Donovan (en) - Laura
- 1989 : Maya de Marcello Avallone - Laura
- 1991 : Il ritorno del grande amico (it) de Giorgio Molteni (it) - Elena
- 1996 : Hard Men de J.K. Amalou - Chantal
- 2018 : I piccoli maghi di Oz (it) de Luigi Cozzi
- 2022 : Sissy de E. Pitigliani (short movie)
- 2023 :  Caligula - The Ultimate Cut de Tinto Brass - Livia

## Théâtre
- 1983 : Look Back in Anger, régie de Daniele Griggio
- 1985-87 : Romantic Comedy avec Giorgio Albertazzi

## Video Clips
- 2019 : Insolito, chanson de Francesco di Giacomo, régie de Fabio Massimo Iaquone